# ブライアン・クレイ
ブライアン・エズラ・ツモル・クレイ（Bryan Ezra Tsumoru Clay、日本名：石井 積〈いしい つもる〉、1980年1月3日 - ）は、アメリカの陸上競技選手である。専門は十種競技。テキサス州オースティン生まれ、ハワイ育ちの日系アメリカ人。

## 経歴
広島県にルーツを持つ日系人の祖父の石井積が、進駐軍諜報機関の一員として来日し、16年間日本各地の基地に滞在。東京出身の祖母と結婚し北海道でブライアンの母親が生まれた。その後、家族でハワイに帰り、母もアフリカ系アメリカ人の軍人と結婚し、テキサスでブライアンが生まれた。5歳の時、父親の転勤でハワイに転居、12歳時に両親が離婚。母親は再婚したが、厳格な祖父に古典的な日本の道徳作法、教育を受けて育ったという。ツモルという日本名のミドルネームは、祖父の名に由来する。2000年にサラ・スミスと結婚し、息子と娘がいる。
アテネオリンピックでは銀メダルを、2005年の世界陸上選手権ヘルシンキ大会、2008年北京オリンピックでは金メダルを獲得し、56年ぶりのハワイ出身の金メダリストとなった。

## 自己ベスト
- 100m - 10秒35
- 走幅跳 - 7m96
- 砲丸投 - 16m27
- 走高跳 - 2m10
- 400m - 47秒78
- 110mハードル - 13秒64
- 円盤投 - 55m87
- 棒高跳 - 5m10
- やり投 - 72m00
- 1500m - 4分38秒93
- 十種競技 - 8832

## エピソード
- 日本テレビ『ワールド☆レコーズ』に出演し、犬と走り幅跳びの距離を競ったことがある[3]。
- 幼少時には祖母と母親の会話を聞いていたためにかなり日本語を理解していたらしい。

- 2009年1月3日放送の『最強の男は誰だ!壮絶筋肉バトル!!スポーツマンNo.1決定戦』プロ2009に参戦。BEACH FLAGSでは3回戦に進出し、宮﨑大輔との旗の探し合いの末に敗れる。THE GALLON THROWではプロ新記録の6m50cmを樹立。MONSTER BOXは17段、POWER FORCEは1回戦で韓国プロ野球の李鍾旭に勝利するも、2回戦で宮崎と当たるがBEACH FLAGSの借りを返せず敗退。TAIL IMPOSSIBLEは第3レース進出で4位。SHOT-GUN-TOUCHは12m50cmで1度失敗するも2度目で修正。しかし、直後の12m70cmを失敗し宮崎に次ぐ総合2位となった。